# Tabuny
Tabuny (in russo Табуны?) è un villaggio del settore meridionale della Siberia Occidentale situato nel Territorio dell'Altaj,  in Russia. È il centro amministrativo del distretto Tabunskij.
La località si trova 368 km a ovest della capitale Barnaul.